# Боровлянка (Ребріхинський район)
Боровля́нка (рос. Боровлянка) — село у складі Ребріхинського району Алтайського краю, Росія. Адміністративний центр Боровлянської сільської ради.

## Населення
Населення — 642 особи (2010; 867 у 2002).
Національний склад (станом на 2002 рік):
- росіяни — 96 %